# イェストリークランド地方
イェストリークランド地方（イェストリークランドちほう、Gästrikland [ˈjɛ̌sːtrɪkland] ( 音声ファイル)）はスウェーデン北部ノールランドの地方の1つ。